# Acanthepeira
Acanthepeira este un gen de păianjeni din familia Araneidae.
Cladograma conform Catalogue of Life:
| Acanthepeira | \| \| Acanthepeira cherokee \| \| \| \| \| \| Acanthepeira labidura \| \| \| \| \| \| Acanthepeira marion \| \| \| \| \| \| Acanthepeira stellata \| \| \| \| \| \| Acanthepeira venusta \| \| \| \| |
|              | \| \| Acanthepeira cherokee \| \| \| \| \| \| Acanthepeira labidura \| \| \| \| \| \| Acanthepeira marion \| \| \| \| \| \| Acanthepeira stellata \| \| \| \| \| \| Acanthepeira venusta \| \| \| \| |
|              | Acanthepeira cherokee |
|              | |
|              | Acanthepeira labidura |
|              | |
|              | Acanthepeira marion |
|              | |
|              | Acanthepeira stellata |
|              | |
|              | Acanthepeira venusta |
|              | |